# Siemens Vectron

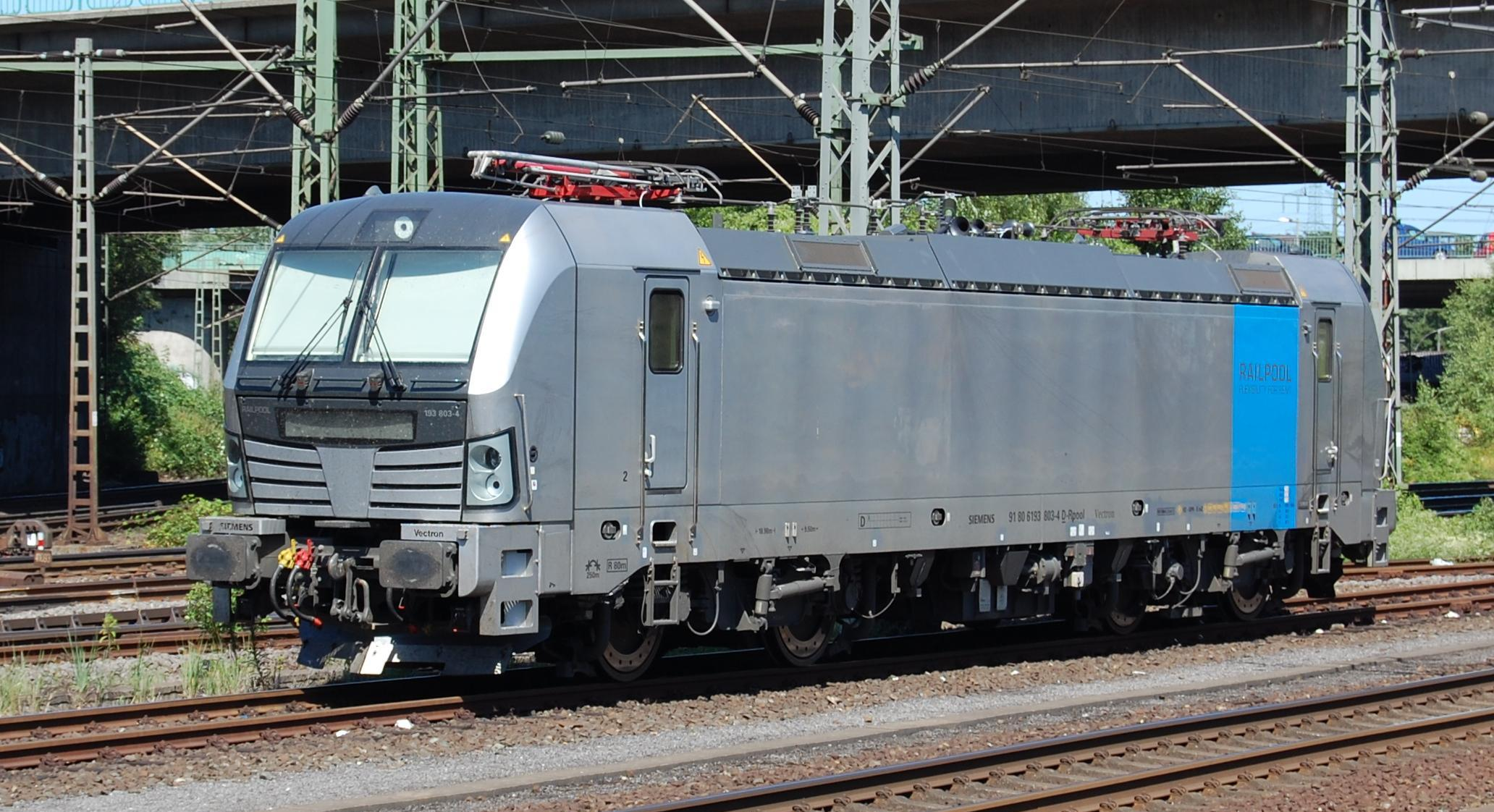
Locomotive Vectron à Hambourg

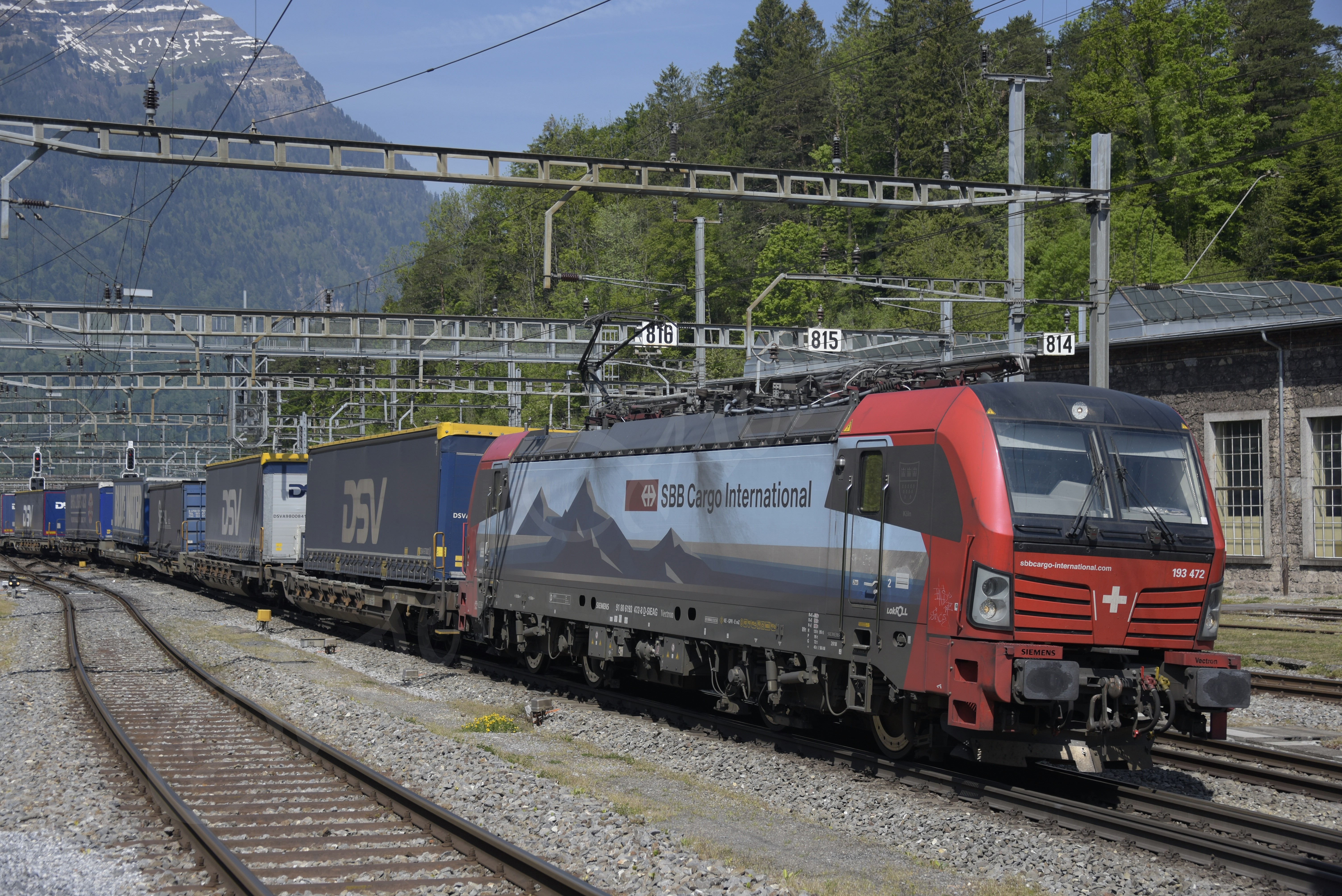
SBB-Cargo Br 193 472 Arth-Goldau

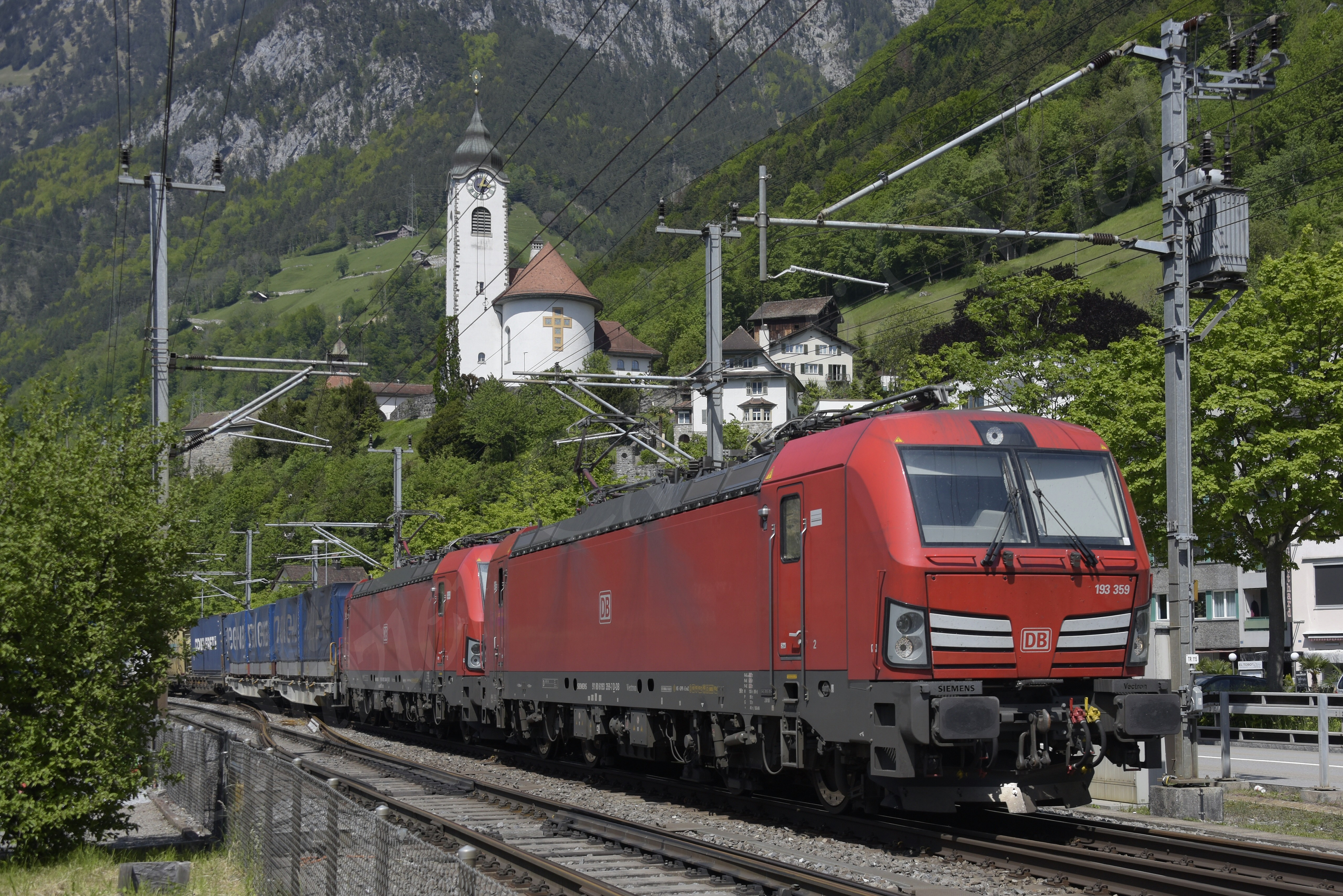
DB Br 193 359 Flüelen CH.jpg

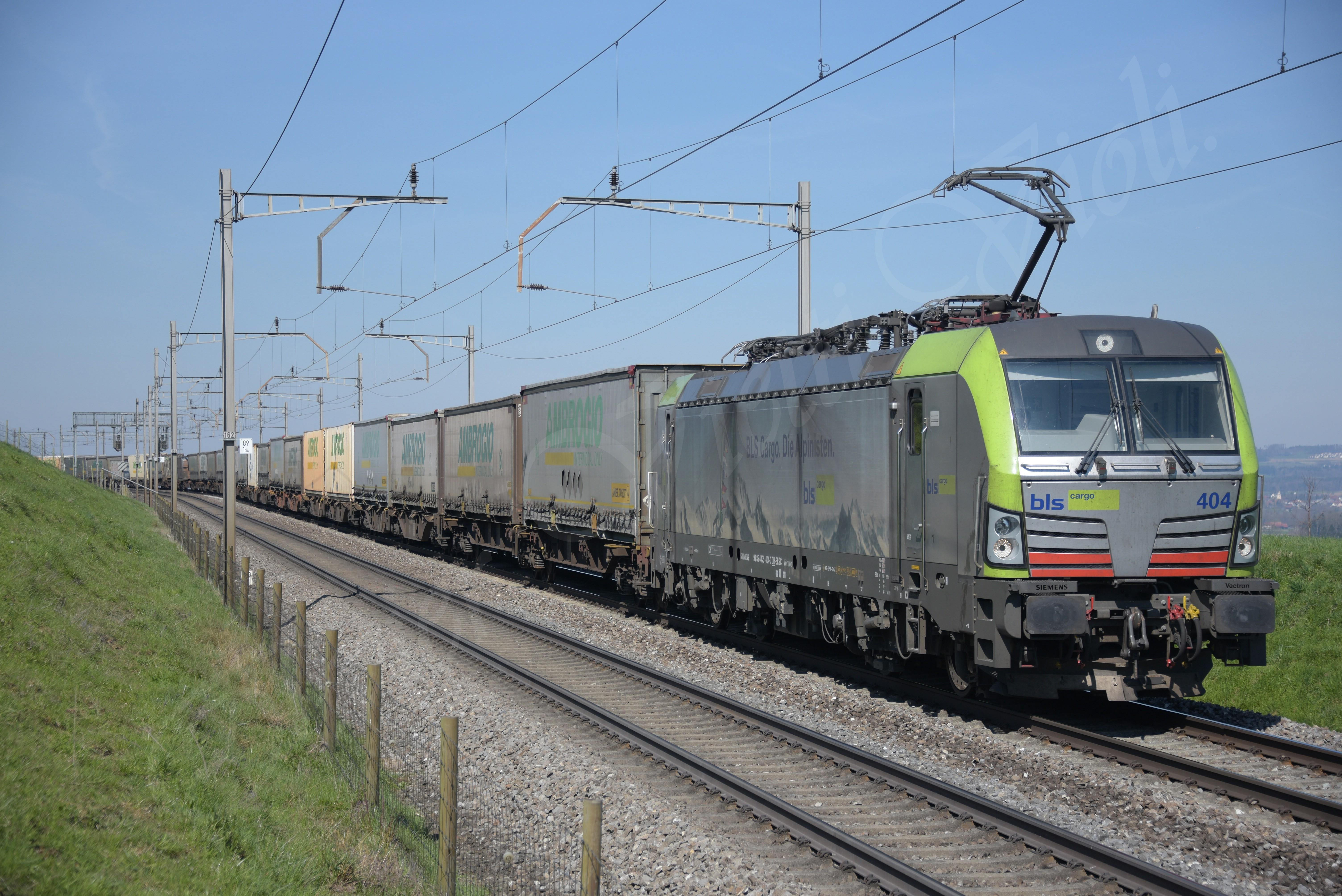
BLS Cargo Re 475 404 à Mühlau AG -CH

Vectron est une gamme de locomotives développée par Siemens et vendue dans plusieurs pays d'Europe. Cette gamme remplace les familles de locomotives électriques EuroSprinter, diesel-électriques EuroRunner (de) et leur développement ultérieur Siemens ES 2007 (de).
Siemens a présenté son concept commercial de la Vectron en 2010 à InnoTrans et depuis lors, ses locomotives ont accumulé jusqu’ici plus de 330 millions de kilomètres et sont homologuées dans 19 pays à travers l’Europe. Elles sont vendue à plus de 1500 machines pour plus de 60 clients à travers l'Europe. En 2023, des tests d'homologation pour la France débutent.

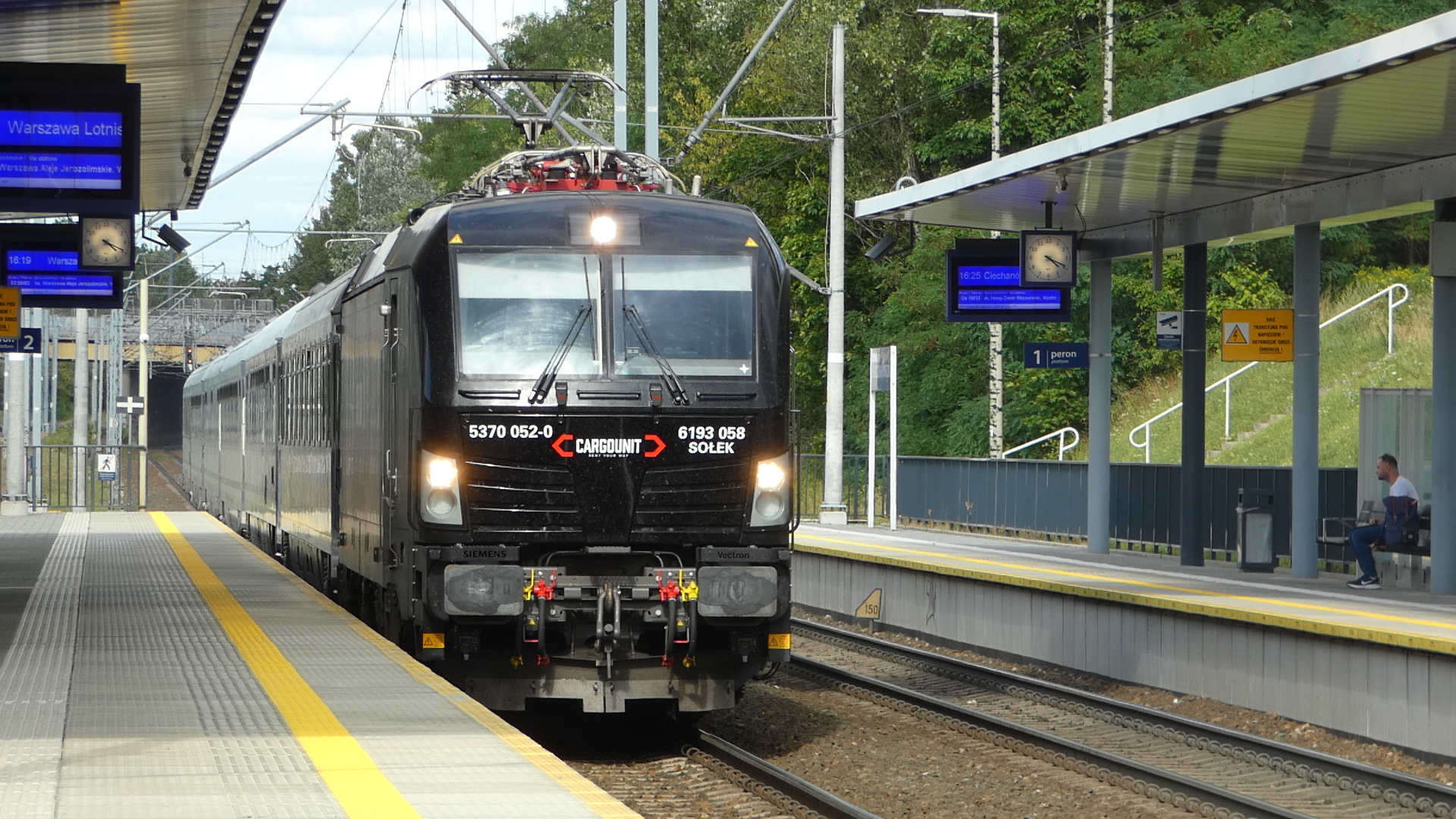
Cargounit BR193 058 in Warszawa Powazki with Intercity BWE (Berlin Warszawa Express) From Warszawa Gdanska to Berlin Hbf

En août 2025, Siemens Mobility a commencé à livrer à České dráhy (ČD) (l'opérateur national tchèque) les premières locomotives à grande vitesse Vectron (8), capables de rouler à une vitesse maximale de 230 km/h, des nouvelles locomotives de la série 384. L'opérateur national tchèque en a commandé 50.

## Description
- Longueur : 18,86 m
- Courant de traction : 15 kV 16,7 Hz et 3 kV courant continu
- Surnom : Vectron
- Constructeur : Siemens
- Année de construction : depuis 2016
- Retrait : -
- Vitesse maxi : 140-160-200 km/h
- Compagnies utilisatrices : MRCE, BLS Cargo, SBB Cargo International, Flixtrain, DB Cargo, Rail pool et ÖBB Cargo

## Commandes
| Entreprise              | Type                        | Quantité                     | Date de la commande | Remarques |  |
| ----------------------- | --------------------------- | ---------------------------- | ------------------- | --- |  |
| Railpool                | 15kV 16,7 Hz                | 6                            | 2010                | Pour des services transfrontaliers de FRET et passagers entre l'Allemagne et l'Autriche. |  |
| Fuori muro              | 3 kV DC                     | 2                            | 2012                | Opérateur privé italien. |  |
| DB Schenker Rail Polska | 3 kV DC                     | 23                           | 2012                | Pour des services FRET en Pologne,. |  |
| DB Schenker Rail Italy  | 3 kV DC                     | 8                            | 2015                | Pour des services FRET en Italie. |  |
| MRCE                    | AC                          | 111                          | 2013-2018           | Version apte à 160 km/h. Pour des services de location pour des services entre différents pays de l'Europe (la compagnie ayant commandé plusieurs modèles de la Vectron) l'Allemagne, l'Autriche, Suisse, Italie, Pays-Bas et la Hongrie.                 |  |
| BoxXpress               | AC                          | 4                            | 2013                | Pour des services entre l'Allemagne et l'Autriche. |  |
| CargoServ               |                             | 1                            | 2013                | [ 10 ] |  |
| Paribus Capital         | AC                          | 2                            | 2013                | Services voyageurs en Suède |  |
| VR-Yhtymä Oy            | 25kV 50Hz VR                | 80                           | 2013                | Contrat de plus de 300 millions d'euros de l'opérateur historique finlandais afin de remplacer les VR Class Sr1 sur des services passagers et FRET. Le contrat prévoit une option de 97 unités en plus. Les premières livraisons sont prévues pour 2016,. |  |
| ELL                     | AC/MS                       | 50                           | 2014                | Location |  |
| PKP Cargo               | MS                          | 15                           | 2015                | Trains de Fret en Pologne |  |
| Alpha Trains            | MS                          | 6                            | 2016                | Livraisons prévues en 2017, location à TXL Logistics |  |
| CD Cargo                | MS                          | 8                            | 2016 / 2017-2018    | 5 livrées en 2016, 3 en 2017-2018 |  |
| GySEV                   | MS                          | 5                            | 2017                | |  |
| DSB                     | 25 kV 50 Hz & 15 kV 16,7 Hz | 26                           | 2018                | 18 unités en option |  |
| BLS                     | MS                          | 15                           | 2015 - 2017         | BLS Cargo |  |
| Railcare                | AC                          | 6                            | 2017                | |  |
| CFF Cargo International | MS                          | 17                           | 2017                | |  |
| DB Schenker             | MS                          | 60 (de base) et 40 en option | 2017                | 4 livrées en décembre 2017, certaines abordent une livrée "Das ist Grün" (C'est vert), de la campagne environnementale lancé par la DB. |  |
| Süd Leasing             | MS                          | 20                           | 2022                | Avec pack XLoad pour une meilleure performance et louées à SBB Cargo International. |  |
| Serbia Kargo            | MS                          | 16                           | 2019-2020           | 16 unités aptes à rouler : en Serbie , en Autriche , en Allemagne , en Hongrie et en Croatie commandées afin de transporter du fret . |  |

## État du parc
Aptitudes : A pour l'Autriche, B pour la Belgique, CZ pour la République Tchèque, D pour l'Allemagne, H pour la Hongrie, I pour l'Italie, NL pour les Pays-Bas, PL pour la Pologne, RO pour Roumanie SK pour la Slovaquie, SLA pour la Slavonie , et SRB pour la Serbie

### Vectron MS
- Multi-System : Aptitude pour plusieurs systèmes européens de sécurité ferroviaire.
- Pack XLoad : amélioration de la traction et permet une charge plus grande de marchandises[20].